# Jetset (band)
Jetset was van 1980 tot 1985 een Nederlandse hardcore punkband uit het Groningse Haren.

## Geschiedenis
Jetset maakte deel uit van het anarchistische Rood Wit Zwart collectief. Jetset was de graffitinaam van de bassist, wiens initialen J.E.T. zijn. Het heeft niets met "Jetset" te maken, zoals door Groningse krakers/punkers weleens gedacht werd dat het van toepassing was op hun herkomstplaats Haren, dat door hen als een exclusief oord werd beschouwd. De band bracht Nederlandstalige teksten. Ze waren een van de weinige bands die zelfkritiek gaf op de punkcultuur.

## Bezetting
- Nanno van Delden - gitaar
- Herman Overbeek - drums
- J.E.T. - basgitaar
- Marieke - zang

## Discografie
- Eingetr. Warenz Jetset met Kein Produkt op tape R.I.P.Off Recordz 1981
- The Jetset - tape R.I.P.Off Recordz 1981
- Modern Times Are Coming Back ?tape - R.I.P.Off Recordz 1982
- Bloedbad / The Jetset - Protest tape Melkchocolade Cassette 1983
- Bijdrage op Hatelijke Groenten verzamel EP Roodwitzwart 1982
- Bijdragen op Roodwitzwart verzamel-lp met Bloedbad, Massagraf, Barbie’s Boyfriend. Cycling Dinosaur 1984